# 3851 Alhambra
Alhambra (asteróide 3851) é um asteróide da cintura principal, a 2,0348663 UA. Possui uma excentricidade de 0,064205 e um período orbital de 1 171,17 dias (3,21 anos).
Alhambra tem uma velocidade orbital média de 20,19831562 km/s e uma inclinação de 4,62977º.
Este asteróide foi descoberto em 30 de Outubro de 1986 por Tsutomu Seki.